# إس. إل. بلاكويل
إس. إل. بلاكويل (بالإنجليزية: S. L. Blackwell)‏ هو سياسي أمريكي، ولد في 1833. انتخب عضو جمعية ولاية كاليفورنيا.